# 곡리
곡리(谷利, ? ~ ?)는 동오(東吳)의 장수로, 손권을 섬겼다.

## 생애
215년, 합비를 공격했을 때 참전하였다.
손권이 서황에게 패하여 달아났을 때 능통과 곡리만이 손권을 따랐다. 능통이 추격군과 맞서싸우고 있는 틈타 곡리는 손권을 호위하며 다리로 달려간다. 하지만 다리가 끊어져 있었으나, 곡리는 신중하게 손권을 다리에서 뛰어넘게 하였고, 주태(周泰)와 서성(徐盛)의 군대에 구출되었다. 그 후, 능통과 함께 많은 상을 받았다.

## 같이 보기
- 삼국지 인물 목록
- 진수 (서진)
- 배송지